# Death Is Not Dead
Death Is Not Dead è il nono album in studio del gruppo musicale svedese The Crown, pubblicato nel 2015.

## Tracce
1. Reign – 1:54
2. Headhunter – 4:52
3. Iblis Bane – 4:08
4. Eternal – 4:03
5. Struck by Lightning – 4:59
6. Speed Kills (Full Moon Ahead) – 3:34
7. Herd of Swine – 4:49
8. Horrid Ways – 5:16
9. Ride To Ruin – 5:49
10. Meduseld – 5:43
11. Godeater – 5:14

## Formazione
- Magnus Olsfelt – basso
- Johan Lindstrand – voce
- Robin Sorqvist – chitarra
- Marko Tervonen – chitarra, batteria
- Henrik Axelsson – batteria (traccia 4)